# Tomoyuki Arata
Tomoyuki Arata (japanisch 荒田 智之 Arata Tomoyuki; * 3. Oktober 1985 in der Präfektur Shizuoka) ist ein japanischer Fußballspieler.

## Karriere
Arata erlernte das Fußballspielen in der Schulmannschaft der Shimizu Higashi High School und der Universitätsmannschaft der Senshū-Universität. Seinen ersten Vertrag unterschrieb er 2008 bei Mito HollyHock. Der Verein spielte in der zweithöchsten Liga des Landes, der J2 League. Für den Verein absolvierte er 76 Ligaspiele. 201 wechselte er zum Erstligisten Júbilo Iwata. 2010 gewann er mit dem Verein den J.League Cup. Für den Verein absolvierte er 26 Erstligaspiele. 2012 wechselte er zum Zweitligisten JEF United Chiba. Für den Verein absolvierte er 20 Ligaspiele. 2013 wechselte er zum Ligakonkurrenten Fagiano Okayama. Für den Verein absolvierte er 44 Ligaspiele. 2015 wechselte er zum Erstligisten Matsumoto Yamaga FC. Im August 2015 wechselte er zum Zweitligisten Ōita Trinita. Für den Verein absolvierte er 10 Ligaspiele. 2016 wechselte er zum Drittligisten AC Nagano Parceiro. Für den Verein absolvierte er 24 Ligaspiele. Ende 2017 beendete er seine Karriere als Fußballspieler.

## Erfolge
Júbilo Iwata
- J.League Cup

Sieger: 2010